# レレア・パエア
レレア・パエア（Lelea Paea、1983年1月6日 - ）は、トンガのラグビー選手。ラグビートンガ代表。

## プロフィール
- オーストラリアシドニー出身。
- ポジションはセンター、ウィング。
- 身長 183cm、体重 95kg
- 弟にミッキー・パエアとロピニ・パエアがおり、ともにトンガ代表。

## 略歴
2008年度よりコカ・コーラウエストレッドスパークスに所属し、2011年度限りで退団した。